# Automated Planet Finder
Pour les articles homonymes, voir APF.
L’Automated Planet Finder Telescope (APF), pour « télescope chercheur de planète automatisé », est un télescope optique entièrement robotisé de 2,4 mètres à l'observatoire Lick, situé au sommet du mont Hamilton, l'est de San Jose, Californie,  pour la recherche d'exoplanètes.

## Mission et techniques
Il est conçu pour la recherche d'exoplanètes de cinq à 20 masses terrestres. L'instrument doit examiner environ 10 étoiles par nuit. Sur une décennie, le télescope étudiera ainsi 1 000 étoiles voisines. Son coût est estimé à 10 millions de dollars.
Le télescope prend des mesures de vitesse radiale à haute précision pour obtenir le mouvement de réflexe gravitationnel d'étoiles causé par l'orbite de planètes. Il est conçu pour détecter des mouvements stellaires aussi petits que d'un mètre par seconde, ce qui est comparable à un pas de marche lent. Les étoiles visées sont en dedans de 100 années-lumière de la Terre.

## Histoire
La première lumière était prévue pour 2006, mais des délais de construction des composants principaux ont fait que cette date a été remise au milieu de 2009. Des tests préliminaires sur le Ken and Gloria Levy Doppler Spectrometer ont montré que la sensibilité cible de 1,0 m/s était atteinte, ce qui est semblable à la précision du HIRES (High Resolution Echelle Spectrometer) de l'observatoire W. M. Keck.
L'opération entièrement robotisée était prévue fin 2013 et a effectivement commencé le 1er janvier 2014.